# FHP Holding Portuale
FHP Holding Portuale è un operatore portuale italiano, primo operatore nazionale nel settore del trasporto di rinfuse solide e liquide, delle merci varie e del project cargo.
La società gestisce terminal nei porti di Livorno, Carrara, Monfalcone, Marghera e Chioggia.
L'azionista principale della società è F2i (acronimo di Fondi Italiani per le Infrastrutture), una società di gestione del risparmio italiana e maggiore gestore indipendente nazionale di fondi infrastrutturali.
Nel maggio 2025, a seguito della fusione con Compagnia Ferroviaria Italiana (CFI) - operatore attivo nel trasporto ferroviario di merci a livello europeo, anch’esso controllato dal fondo infrastrutturale F2i Sgr - e Lotras controllata da CFI, la società ha assunto il nuovo nome di FHP Group. L’operazione ha dato origine a un sistema logistico integrato portuale-ferroviario con circa 1.000 dipendenti e una movimentazione complessiva di merci di circa 10 milioni di tonnellate annue e oltre 6 milioni di km percorsi via ferrovia.
Oltre ai terminal marittimi, la rete comprende aree intermodali situate a Fiorenzuola d’Arda, Incoronata, Piedimonte San Germano e Villa Selva, nonché una flotta composta da 40 locomotori e 1.240 carri ferroviari.

## Il settore delle rinfuse solide in Italia
Il traffico di rinfuse solide, effettuato tramite le navi portarinfuse (in inglese bulk carrier), rappresenta uno dei segmenti storicamente più rilevanti per la portualità dell'Italia, in particolare per un'economia manifatturiera come quella italiana, che dipende dall'importazione di materie prime e dall'esportazione di prodotti finiti. Questo settore comprende una vasta gamma di materiali tra cui minerali, semilavorati siderurgici, cereali,  legname, cellulosa e carbone.
I terminal di rinfuse solide sono infrastrutture complesse, la cui efficienza operativa dipende da numerosi fattori: layout ottimale, attrezzature specializzate, accessibilità via mare e via terra, capacità di stoccaggio, e coordinamento tra fronte mare e fronte terra. Nei terminal più moderni, il layout operativo è progettato per evitare lo stoccaggio intermedio, favorendo una connessione diretta tra navi e mezzi terrestri, con l’obiettivo di ridurre i costi e massimizzare l’efficienza operativa.
La produttività media può raggiungere le 8.000–10.000 tonnellate per metro di banchina all’anno. Tuttavia, nei porti storici italiani, spesso caratterizzati da spazi limitati e vincoli ambientali, l'efficienza è condizionata anche dalla disponibilità di aree attrezzate e dalla qualità della pianificazione logistica.
Negli ultimi vent’anni, il volume delle rinfuse solide movimentate nei porti italiani ha subito un calo progressivo, passando da 93 milioni di tonnellate nel 2005 a 61 milioni nel 2023, con una perdita complessiva del 35%.